# Campeonato Curdistanês de Futebol de 2024-25
A Kurdistan Excellence Division 2024-25 foi a 19ª edição oficial da principal divisão do Campeonato Curdistanês de Futebol. Foi organizada pela Associação de Futebol do Curdistão Iraquiano.
O campeonato iniciou-se em novembro de 2024, com a participação de 15 times curdos, dos quais 4 participam também da Stars League Iraquiana. Diversos jogadores brasileiros estavam no elenco das equipes. O torneio foi concluído em 30 de abril de 2025, consagrando a equipe do Sherwana Football Club campeã pela primeira vez na história.

## Sistema de Disputa
Todos os times jogam entre si, em turno e returno, pelo sistema de pontos corridos. Ao final das 30 rodadas, a equipe que somar mais pontos terá sido a campeã. As duas piores equipes em pontos serão rebaixadas para a Divisão 1, que é o segundo nível do campeonato curdistanês.

## Premiações
| Campeonato Curdistanês de Futebol de 2024-25 |
| -------------------------------------------- |
| Sherwana Football Club Campeão (1º título)   |

### Segunda Divisão
Qaladze SC (campeão) e Hallo SC (vice) classificaram-se para a Excellence Division de 2025-26.

## Ligações Externas
- Kurdistan FA - Página oficial no Facebook (em curdo)